# Нізатидин
Нізатидин — синтетичний препарат, що є похідним гуанідину та належить до блокаторів H2-гістамінових рецепторів IV покоління (згідно з деякими класифікаціями — до III покоління), для перорального та парентерального застосування. Нізатидин синтезований у США компанією «Eli Lilly» та уперше представлений у 1987 році. Пізніше, у 2000 році компанія «Eli Lilly» передала права на препарат компанії «Reliant Pharmaceuticals». Натепер препарат застосовується рідко у зв'язку із відсутністю переваг перед фамотидином та блокаторами протонної помпи.

## Фармакологічні властивості
Нізатидин — синтетичний препарат, що є похідним гуанідину та належить до групи блокаторів H2-гістамінових рецепторів IV покоління. Механізм дії препарату полягає у пригніченні секреції шлункового соку, що пов'язано з блокадою рецепторів гістаміну II типу, які розміщені у слизовій оболонці стінки шлунку. Нізатидин пригнічує секрецію соляної кислоти парієтальними клітинами слизової оболонки шлунку; у тому числі як спонтанну (базальну), так і стимульовану їжею, гістаміном, гастрином, пентагастрином, кофеїном, бетазолом та ацетилхоліном, переважно за рахунок зниження базальної та нічної секреції соляної кислоти. Нізатидин також пригнічує активність ферменту шлункового соку пепсину. Нізатидин, як і інші H2-гістаміноблокатори, сприяє активації кровообігу у слизовій оболонці шлунку, підвищує секрецію бікарбонатів, сприяє відновленню клітин епітелію слизової оболонки шлунку та збільшує синтез простагландинів у слизовій оболонці шлунку. Нізатидин не впливає на рівень гастрину в крові. На відміну від H1-гістаміноблокаторів, нізатидин не має адренергічної активності, антихолінергічної активності, не має місцевоанестезуючої активності та практично не має седативного ефекту, оскільки погано проникає через гематоенцефалічний бар'єр. Нізатидин не має клінічно значущих взаємодій із іншими лікарськими препаратами та не впливає на метаболізм інших лікарських препаратів. На відміну від циметидину, нізатидин не викликає збільшення рівня пролактину в крові, практично не має антиандрогенної дії, і при його застосуванні вкрай рідко спостерігається виникнення імпотенції та гінекомастії.

### Фармакокінетика
Нізатидин швидко всмоктується при прийомі всередину, біодоступність препарату складає близько 70% при пероральному застосуванні. Максимальна концентрація нізатидину в крові досягається протягом 0,5—3 годин після перорального прийому препарату. Препарат у помірній кількості (до 35%)зв'язується з білками плазми крові. Нізатидин проникає у більшість органів та тканин організму, але погано проникає через гематоенцефалічний бар'єр. Нізатидин проникає через плацентарний бар'єр та виділяється в грудне молоко. Препарат частково метаболізується у печінці з утворенням неактивних метаболітів. Виводиться нізатидин із організму переважно із сечею в незміненому вигляді, частково у вигляді неактивних метаболітів, препарат виводиться також у вигляді метаболітів із калом. Період напіввиведення препарату складає 1—2 години, цей час може збільшуватися при важких порушеннях функції печінки та нирок.

## Показання до застосування
Нізатидин застосовується при виразковій хворобі шлунку та дванадцятипалої кишки, синдромі Золлінгера-Еллісона, панкреатиті, гастроезофагеальній рефлюксній хворобі, шлунково-кишковій кровотечі.

## Побічна дія
При застосуванні нізатидину спостерігаються наступні побічні ефекти:
- Алергічні реакції — рідко висипання на шкірі, кропив'янка, гарячка.[1][8]
- З боку травної системи — нечасто діарея або запор, нудота, блювання, порушення функції печінки.[1]
- З боку нервової системи — рідко головний біль, головокружіння, сонливість, загальна слабість, сплутаність свідомості, підвищена пітливість.[1]
- З боку серцево-судинної системи — рідко (частіше в осіб похилого віку та в осіб, що мають порушення серцевої діяльності) — тахікардія або брадикардія.
- Інші побічні ефекти — дуже рідко гінекомастія.[1][8]
- Зміни в лабораторних аналізах — рідко спостерігаються анемія, тромбоцитопенія, підвищення активності амінотрансфераз в крові.[1][3]

При різкій відміні нізатидину спостерігається синдром відміни препарату, який проявляється загостренням виразкової хвороби з імовірним розвитком перфоративної виразки шлунку або дванадцятипалої кишки.

## Протипокази
Протипоказами до застосування нізатидину є підвищена чутливість до препарату, виражені порушення функції печінки та нирок, вагітність та годування грудьми. Нізатидин протипоказаний до застосовання у дитячому віці.

## Форми випуску
Нізатидин випускається у вигляді желатинових капсул по 0,15 та 0,3 г; та у ампулах по 4 мл 2,5% розчину. Станом на 2015 рік в Україні не зареєстрований.

## Синоніми
Аксид